# Diary of a Wimpy Kid: The Third Wheel
Diary of a Wimpy Kid: The Third Wheel is een boek uit de Diary of a Wimpy Kid-serie geschreven door de Amerikaanse auteur Jeff Kinney. Het boek werd uitgegeven door Amulet Books op 13 november 2012. Het boek werd in 2013 uitgebracht onder de naam Het leven van een loser: zwaar de klos.

## Plot
Het boek begint met Bram Botermans (in de Engelse originele versie: Greg) die vertelt over zijn leven voordat hij geboren was. Hij zegt dat hij kon eten, zwemmen en slapen wanneer hij wilde in zijn moeders baarmoeder. Op een dag hoorde hij rare geluiden. Bram kwam er later achter dat die geluiden kwamen van de koptelefoon die zijn moeder op had. In die koptelefoon zat ook een microfoon waartegen zijn moeder vertelde wat zij die dag had gedaan. Bram zegt dat hij uit de baarmoeder wilde en daardoor drie weken te vroeg geboren was, maar daar heeft hij achteraf spijt van. Vervolgens krijgt hij grote problemen: zijn oom Gerard moet bij hun intrekken. Daarna komt er een schoolfeest waar hij een date mee naartoe moet nemen. Uiteindelijk helpt oom Gerard hem, maar alsof dat zo goed is is de vraag. Uiteindelijk gaat hij met Theo en Anouk als vriendengroep, maar Theo krijgt de waterpokken en zijn vader moet hem brengen. Uiteindelijk gaat Theo met een zonnehoed en sjaal in het kinderzitje van de auto naar het feest.
Het boek eindigt met dat zijn oom Gerard $40.000,- wint en de schuld bij Brams vader aflost. 

## Recensies
Het boek werd vrij positief beoordeeld. Zo vond de San Angelo Standard-Times het boek "meesterlijk".

## Bestseller 60
| Boeken met noteringen in de Nederlandse Bestseller 60 | Jaar van verschijnen | Datum van binnenkomst | Hoogste positie | Aantal weken | Opmerkingen |
| ----------------------------------------------------- | -------------------- | --------------------- | --------------- | ------------ | ----------- |
| Het leven van een loser 7: zwaar de klos              | 2013                 | 12-06-2013            | 4               | 26           |             |